# Paul William Robinson
Paul Robinson (Beverley,15 de outubro de 1979) é um ex-futebolista inglês que atuava como goleiro.

## Carreira
Paul começou sua carreira no Leeds United em 1998, subindo das categorias de base do clube. Na maior parte de sua passagem foi reserva, sendo em quase seis anos de clube a segunda opção para o gol. Transferiu-se para o Tottenham no meio de 2004 buscando maior regularidade. No time londrino viveu seu auge com a convocação para a Copa do Mundo de 2006, na Alemanha. Já no ano de 2008, sem o mesmo prestigio e espaço, transferiu-se para o Blackburn Rovers, onde permaneceu até 2015. 
Robinson tem a curiosidade de ter feito dois gols em sua carreira, um de cabeça pelo Leeds United e um feito pelo Tottenham, após uma cobrança de tiro de meta. 

## Títulos
Tothenham Hotspurs
- Copa da Liga Inglesa: 2007–08

Burnley
- Football League Championship: 2015–16